# Vinné (Ploskovice)
Vinné (deutsch Winney) ist ein Ortsteil der tschechischen Gemeinde Ploskovice im Okres Litoměřice der Region Ústí. Das heute etwa 20 Häuser umfassende Straßendorf liegt rund 55 Kilometer nordwestlich von Prag im Böhmischen Mittelgebirge und ist nur wenige Kilometer von der alten Bischofsstadt Litoměřice entfernt.

## Geschichte

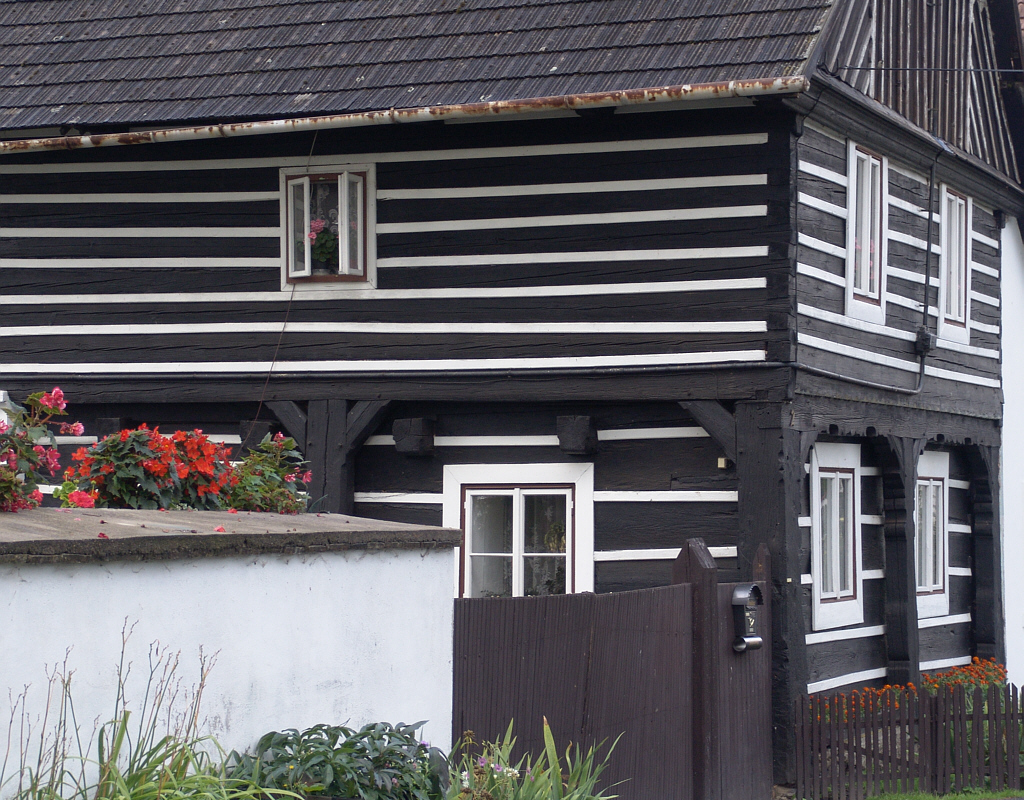
Altes traditionelles Umgebindehaus in Winney

Im Jahr 993 wurde der Ort erstmals urkundlich erwähnt. Boleslav II. schenkte den damals als Lenzel (V Lencich) bezeichneten Ort den Benediktinern von Breunau. Im Jahre 1787 gab es im Ort 27 Häuser, 1930 waren es 21 Häuser mit 103 Einwohnern (98 Deutsche, 5 Tschechen), 1991 hatte der Ort 23 Einwohner. Im Jahre 2001 bestand das Dorf aus 12 Wohnhäusern, in denen 19 Menschen lebten.
Der Name Winney leitet sich von Wein ab, der hier früher angebaut wurde. Daneben gab es hier noch Hopfen- und Obstanbau.